# Koko Taylor
Koko Taylor (ur. 28 września 1928 w Shelby County, zm. 3 czerwca 2009 r. w Chicago) − amerykańska piosenkarka bluesa.
Na scenie jako piosenkarka występowała od 1960 do 2009. Jej największym hitem był utwór Willie Dixona pt. Wang Dang Doodle.
W 1984 otrzymała statuetkę Grammy.
W 1990 wystąpiła w filmie Davida Lyncha pt. Dzikość serca jako piosenkarka w Zanzibarze, a w 1998 w filmie Johna Landisa pt. Blues Brothers 2000 jako członek zespołu Aligatory z Louisiany. 

## Dyskografia
- Love You Like a Woman (Charly Records, 30 listopada 1968)
- Koko Taylor (MCA/Chess, 1969)
- Basic Soul (Chess Records, 1972)
- South Side Lady (Evidence Records, 1973)
- I Got What It Takes (Alligator)
- Southside Baby (Black and Blue Records, 1975)
- The Earthshaker (Alligator, 1978)
- From The Heart Of A Woman (Alligator, 1981)
- Queen of the Blues (Alligator, 1985)
- An Audience with Koko Taylor (Alligator, 1987)
- Live from Chicago (Alligator, 1987)
- Wang Dang Doodle (Huub Records, 1991)
- Jump for Joy (Alligator, 1992)
- Force of Nature (Alligator, 1993)
- Royal Blue (Alligator, 2000)
- Deluxe Edition (Alligator, 2002)
- Old School (Alligator, 2007)